# SK Slavia Praha 2007/2008
Tento článek se podrobně zabývá sestavou a zápasy týmu SK Slavia Praha v sezoně 2007–2008.

## Úspěchy a důležité momenty
- Návrat Vladimíra Šmicera
- Historický postup do UEFA Ligy Mistrů
- Zisk mistrovského titulu
- Otevření nového Stadionu Eden

## Soupiska

### První tým
| #  | Pozice | Hráč              |
| -- | ------ | ----------------- |
| 1  | B      | Michal Vorel      |
| 2  | Z      | Mickaël Tavares   |
| 3  | O      | Erich Brabec      |
| 4  | O      | David Hubáček     |
| 6  | O      | Martin Latka      |
| 7  | Ú      | Jan Blažek        |
| 8  | Ú      | Petr Janda        |
| 9  | Ú      | Goce Toleski      |
| 10 | Z      | Marek Jarolím     |
| 11 | Z      | Vladimír Šmicer   |
| 12 | O      | František Dřížďal |
| 13 | O      | Ondřej Šourek     |
| 14 | Ú      | Zdeněk Šenkeřík   |
| 16 | Z      | Daniel Pudil      |

| #  | Pozice | Hráč                   |
| -- | ------ | ---------------------- |
| 17 | O      | Marek Suchý            |
| 18 | Z      | Dušan Švento           |
| 19 | O      | Matej Krajčík          |
| 20 | Ú      | Milan Ivana            |
| 21 | Z      | Tijani Belaid          |
| 22 | Z      | Martin Abraham         |
| 23 | Z      | Ladislav Volešák       |
| 25 | Z      | David Kalivoda         |
| 26 | Z      | Jaroslav Černý         |
| 27 | Ú      | David Střihavka        |
| 28 | B      | Martin Vaniak          |
| 31 | B      | Josef Kubásek          |
| 32 | Z      | Theodor Gebre Selassie |
|    | Z      | Milan Černý            |

### léto 2007–2008 změny v kádru
- Přišli

| sezóna  | stát               | jméno                  | odkud přišel             | poznámka         |
| ------- | ------------------ | ---------------------- | ------------------------ | ---------------- |
| 2007/08 | Kapverdy · Francie | Mickaël Tavares        | FC Tours                 |                  |
| 2007/08 | Česko              | Vladimír Šmicer        | FC Girondins de Bordeaux |                  |
| 2007/08 | Česko              | Ondřej Šourek          | FC Vysočina Jihlava      |                  |
| 2007/08 | Tunisko · Francie  | Tijani Belaid          | Inter Milan              | hostování s opcí |
| 2007/08 | Česko              | Martin Vaniak          | FK SIAD Most             |                  |
| 2007/08 | Česko              | Milan Ivana            | 1.FC Slovácko            | hostování s opcí |
| 2007/08 | Česko              | Daniel Pudil           | FC Slovan Liberec        | hostování s opcí |
| 2007/08 | Česko              | Theodor Gebre Selassie | FC Vysočina Jihlava      |                  |
| 2007/08 | Česko              | Lukáš Kopřiva          | FK AS Pardubice          |                  |
| 2007/08 | Slovensko          | Martin Gabriel         | FC Spartak Trnava        |                  |
| 2007/08 | Česko              | Pavel Čmovš            | Viktoria Plzeň           |                  |

- Odešli:

| sezóna  | stát      | jméno            | kam odešel                 | poznámka        |
| ------- | --------- | ---------------- | -------------------------- | --------------- |
| 2007/08 | Česko     | Lukáš Jarolím    | AC Siena                   |                 |
| 2007/08 | Česko     | Tomáš Hrdlička   | FK Mladá Boleslav          |                 |
| 2007/08 | Slovensko | Lubomír Reiter   | FC Artmedia Bratislava     | konec hostování |
| 2007/08 | Česko     | Jan Vorel        | FC Chmel Blšany            | konec hostování |
| 2007/08 | Česko     | Ivo Táborský     | FK Mladá Boleslav          |                 |
| 2007/08 | Makedonie | Armend Nedžipi   | FK Sloga Jugomagnat        | konec hostování |
| 2007/08 | Česko     | Aleš Urbánek     | Spartak Moskva             | konec hostování |
| 2007/08 | Česko     | Radek Dosoudil   | FC Artmedia Bratislava     |                 |
| 2007/08 | Česko     | Michal Šmíd      | SK Dynamo České Budějovice | hostování       |
| 2007/08 | Česko     | Radek Dejmek     | FC Slovan Liberec          |                 |
| 2007/08 | Česko     | Robin Dejmek     | FC Slovan Liberec          |                 |
| 2007/08 | Česko     | Lukáš Vácha      | FK Jablonec 97             | hostování       |
| 2007/08 | Česko     | Karel Kratochvíl | Šachtar Karaganda          | hostování       |
| 2007/08 | Česko     | Bořek Dočkal     | SK Kladno                  | hostování       |
| 2007/08 | Slovensko | Matúš Kozáčik    | AC Sparta Praha            |                 |

### zima 2007–2008 změny v kádru
- Přišli

| sezóna  | stát      | jméno                 | odkud přišel               | poznámka                  |
| ------- | --------- | --------------------- | -------------------------- | ------------------------- |
| 2007/08 | Česko     | Bořek Dočkal          | SK Kladno                  | ukončené hostování        |
| 2007/08 | Česko     | Lukáš Vácha           | FK Jablonec 97             | ukončené hostování        |
| 2007/08 | Česko     | Marcel Gecov          | SK Kladno                  | ukončené hostování        |
| 2007/08 | Makedonie | Goce Toleski          | FK SIAD Most               |                           |
| 2007/08 | Česko     | Josef Kubásek         | FK Baník Sokolov           |                           |
| 2007/08 | Česko     | Marek Jarolím         | FC Viktoria Plzeň          |                           |
| 2007/08 | Česko     | Jan Blažek            | FC Slovan Liberec          | půlroční hostování s opcí |
| 2007/08 | Brazílie  | Michel Fernando Costa | FK Baník Sokolov           | ukončené hostování        |
| 2007/08 | Česko     | Jaroslav Černý        | SK Dynamo České Budějovice |                           |
| 2007/08 | Česko     | David Střihavka       | Norwich City FC            | půlroční hostování s opcí |
| 2007/08 | Česko     | Martin Abraham        | AC Sparta Praha            |                           |

- Odešli:

| sezóna  | stát     | jméno                 | kam odešel        | poznámka           |
| ------- | -------- | --------------------- | ----------------- | ------------------ |
| 2007/08 | Česko    | Stanislav Vlček       | RSC Anderlecht    |                    |
| 2007/08 | Česko    | Bořek Dočkal          | FC Slovan Liberec | hostování s opcí   |
| 2007/08 | Česko    | Lukáš Vácha           | FC Slovan Liberec | hostování s opcí   |
| 2007/08 | Česko    | Marcel Gecov          | FC Slovan Liberec |                    |
| 2007/08 | Česko    | Tomáš Necid           | FK Jablonec 97    | hostování          |
| 2007/08 | Česko    | Jiří Studík           | FK SIAD Most      | hostování          |
| 2007/08 | Brazílie | Michel Fernando Costa | FK Marila Příbram |                    |
| 2007/08 | Česko    | Jakub Diviš           | SK Sparta Krč     | hostování          |
| 2007/08 | Česko    | Tomáš Jablonský       | SK Kladno         | hostování          |
| 2007/08 | Česko    | Michal Švec           | SC Heerenveen     |                    |
| 2007/08 | Brazílie | Gaúcho                | FC Senec          | s možností návratu |

### Rezervní tým
Hraje ČFL.
| #  | Pozice | Hráč           |
| -- | ------ | -------------- |
| 1  | B      | Jan Hanuš      |
| 22 | B      | Marek Boháč    |
| 3  | O      | Martin Gabriel |
| 4  | O      | Lukáš Kopřiva  |
| 7  | O      | Vojtěch Marek  |
| 12 | O      | Jaroslav Starý |
| 2  | O      | Roman Švamberg |
| 6  | O      | Martin Dostál  |
| 14 | Z      | Petr Kobler    |
| 17 | Z      | Robert Pich    |

| #  | Pozice | Hráč                |
| -- | ------ | ------------------- |
| 5  | Z      | Josef Komárek       |
| 10 | Z      | Jan Kovařík         |
| 15 | Z      | Zdeněk Zahálka      |
| 19 | Z      | Jakub Kučera        |
| 8  | Z      | Martin Bayer        |
| 11 | Z      | Milan Černý         |
| 18 | Ú      | Petr Hošek          |
| 13 | Ú      | Adam Klavík         |
| 16 | Ú      | Milan Vukovič       |
| 9  | Ú      | Karel Zelinka       |
|    | Ú      | Aleksei Viskhusenka |

## Hráčské statistiky
Statistiky Ligy, Ligy mistrů (včetně předkola), Poháru UEFA i Poháru ČMFS, Aktuálně po 30. kole
| Pozice | Jméno                  | Zápasy | Nuly | Minuty | Žluté | Červené | Národnost  |
| B      | Jakub Diviš            | 0      | 0    | 0      | 0     | 0       | Česko      |
| B      | Josef Kubásek          | 0      | 0    | 0      | 0     | 0       | Česko      |
| B      | Martin Vaniak          | 34     | 17   | 3045   | 0     | 0       | Česko      |
| B      | Michal Vorel           | 10     | 4    | 855    | 0     | 1       | Česko      |
| Pozice | Jméno                  | Zápasy | Góly | Minuty | Žluté | Červené | Národnost  |
| O      | Ante Aračič            | 1      | 0    | 90     | 2     | 1       | Chorvatsko |
| O      | Erich Brabec           | 34     | 1    | 3043   | 4     | 0       | Česko      |
| O      | František Dřížďal      | 28     | 1    | 2339   | 3     | 0       | Česko      |
| O      | Martin Gabriel         | 1      | 0    | 23     | 0     | 0       | Slovensko  |
| O      | David Hubáček          | 34     | 0    | 2569   | 7     | 0       | Česko      |
| O      | Lukáš Kopřiva          | 2      | 0    | 55     | 0     | 0       | Česko      |
| O      | Matej Krajčík          | 35     | 1    | 2875   | 6     | 1       | Slovensko  |
| O      | Martin Latka           | 14     | 0    | 1051   | 1     | 0       | Česko      |
| O      | Marek Suchý            | 38     | 1    | 3094   | 5     | 0       | Česko      |
| O      | Ondřej Šourek          | 7      | 1    | 570    | 3     | 0       | Česko      |
| Pozice | Jméno                  | Zápasy | Goly | Minuty | Žluté | Červené | Národnost  |
| Z      | Martin Abraham         | 12     | 2    | 738    | 1     | 0       | Česko      |
| Z      | Tijani Belaid          | 22     | 4    | 1070   | 0     | 0       | Tunisko    |
| Z      | Michel Fernando Costa  | 1      | 0    | 19     | 0     | 0       | Brazílie   |
| Z      | Jaroslav Černý         | 14     | 1    | 986    | 0     | 0       | Česko      |
| Z      | Milan Černý            | 2      | 0    | 72     | 0     | 0       | Česko      |
| Z      | Tomáš Jablonský        | 13     | 0    | 520    | 0     | 0       | Česko      |
| Z      | Marek Jarolím          | 8      | 1    | 502    | 1     | 0       | Česko      |
| Z      | David Kalivoda         | 27     | 4    | 1413   | 3     | 1       | Česko      |
| Z      | Petr Kobler            | 1      | 0    | 20     | 0     | 0       | Česko      |
| Z      | Daniel Pudil           | 28     | 6    | 2208   | 7     | 0       | Česko      |
| Z      | Theodor Gebre Selassie | 9      | 0    | 639    | 2     | 0       | Česko      |
| Z      | Vladimír Šmicer        | 16     | 2    | 861    | 2     | 0       | Česko      |
| Z      | Michal Švec            | 16     | 0    | 1176   | 4     | 0       | Česko      |
| Z      | Dušan Švento           | 5      | 0    | 237    | 0     | 0       | Slovensko  |
| Z      | Mickael Tavares        | 32     | 2    | 2655   | 5     | 0       | Francie    |
| Z      | Ladislav Volešák       | 27     | 5    | 1382   | 5     | 0       | Česko      |
| Pozice | Jméno                  | Zápasy | Goly | Minuty | Žluté | Červené | Národnost  |
| Ú      | Jan Blažek             | 7      | 1    | 446    | 2     | 0       | Česko      |
| Ú      | Gaúcho                 | 9      | 3    | 468    | 0     | 0       | Brazílie   |
| Ú      | Milan Ivana            | 26     | 1    | 1531   | 4     | 0       | Slovensko  |
| Ú      | Petr Janda             | 11     | 0    | 929    | 0     | 0       | Česko      |
| Ú      | Tomáš Necid            | 8      | 1    | 192    | 2     | 0       | Česko      |
| Ú      | David Střihavka        | 11     | 2    | 468    | 0     | 0       | Česko      |
| Ú      | Zdeněk Šenkeřík        | 30     | 7    | 1941   | 5     | 0       | Česko      |
| Ú      | Goce Toleski           | 11     | 3    | 714    | 4     | 0       | Makedonie  |
| Ú      | Stanislav Vlček        | 19     | 9    | 1732   | 1     | 0       | Česko      |

Nejlepší střelci
| Goly | Jméno             |
| ---- | ----------------- |
| 9    | Stanislav Vlček   |
| 7    | Zdeněk Šenkeřík   |
|      | Daniel Pudil      |
| 5    | Ladislav Volešák  |
|      | Tijani Belaid     |
| 4    | David Kalivoda    |
| 3    | Gaúcho            |
| 2    | Vladimír Šmicer   |
|      | David Střihavka   |
|      | Mickael Tavares   |
|      | Goce Toleski      |
| 1    | Tomáš Necid       |
|      | Milan Ivana       |
|      | Ondřej Šourek     |
|      | Marek Suchý       |
|      | František Dřížďal |
|      | Martin Abraham    |
|      | Jaroslav Černý    |
|      | Matej Krajčík     |
|      | Jan Blažek        |
|      | Erich Brabec      |

## Zápasy

### GAMBRINUS Liga
- 1. kolo – FK Jablonec 97 – SK Slavia Praha 0:1 – Vlček
- 2. kolo – SK Slavia Praha – SK Kladno 2:0 – Volešák, Šmicer
- 3. kolo – SK Dynamo České Budějovice – SK Slavia Praha 1:2 – Vozábal – Kalivoda, Šenkeřík
- 4. kolo – SK Slavia Praha – 1. FC Brno 1:0 – Vlček
- 5. kolo – FK Siad Most – SK Slavia Praha 2:3 – Toleski, Webster – 2x Vlček, Gaúcho
- 6. kolo – SK Slavia Praha – FC Baník Ostrava 0:0
- 7. kolo – Bohemians 1905 – SK Slavia Praha 2:0 – Škoda, Kunášek
- 8. kolo – SK Slavia Praha – FC Tescoma Zlín 7:1 – 2x Belaid, Vlček, Ivana, Pudil, Volešák, Šourek – Zbožínek
- 9. kolo – AC Sparta Praha – SK Slavia Praha 0:2 – Pudil, Šenkeřík
- 10. kolo – SK Slavia Praha – FC Viktoria Plzeň 3:0 – 2x Vlček, Suchý
- 11. kolo – FC Slovan Liberec – SK Slavia Praha 1:1 – Papoušek – Dřížďal
- 12. kolo – SK Slavia Praha – FK Teplice 1:0 – Volešák
- 13. kolo – FK Viktoria Žižkov – SK Slavia Praha 1:1 – Kalod – Pudil
- 14. kolo – SK Slavia Praha – SK Sigma Olomouc 0:0
- 15. kolo – SK Slavia Praha – FK Mladá Boleslav 1:1 – Pudil – Rajnoch
- 16. kolo – SK Kladno – SK Slavia Praha 0:1 – Šmicer
- 17. kolo – SK Slavia Praha – SK Dynamo České Budějovice 1:0 – J.Černý
- 18. kolo – 1. FC Brno – SK Slavia Praha 2:1 – Besta, Střeštík – Pudil
- 19. kolo – SK Slavia Praha – FK SIAD Most 2:0 – Blažek, Tavares
- 20. kolo – Baník Ostrava – SK Slavia Praha 2:2 – 2x Magera – Střihavka, Abraham
- 21. kolo – SK Slavia Praha – Bohemians 1905 2:1 – I.Hašek vl., Tavares – Škoda
- 22. kolo – FC Tescoma Zlín – SK Slavia Praha 0:1 – Toleski
- 23. kolo – SK Slavia Praha – AC Sparta Praha 1:1 – Kalivoda – Kadlec
- 24. kolo – FC Viktoria Plzeň – SK Slavia Praha 0:0
- 25. kolo – SK Slavia Praha – FC Slovan Liberec 1:0 – Šenkeřík
- 26. kolo – FK Teplice – SK Slavia Praha 3:1 – Smejkal, Klein, Sabou – Brabec
- 27. kolo – SK Slavia Praha – FK Viktoria Žižkov 0:3 – Koukal, Šťastný, Švancara
- 28. kolo – SK Sigma Olomouc – SK Slavia Praha 1:3 – Heidenreich – Toleski, M.Jarolím, Abraham
- 29. kolo – FK Mladá Boleslav – SK Slavia Praha 0:2 – Toleski, Belaid
- 30. kolo – SK Slavia Praha – FK Jablonec 97 2:2 – Belaid, Pudil

### UEFA Liga Mistrů
Předkolo
- MŠK Žilina – SK Slavia Praha 0:0
- SK Slavia Praha – MŠK Žilina 1:0 po penaltách – rozhodující penalta Vlček
- Ajax Amsterdam – SK Slavia Praha 0:1 – Kalivoda
- SK Slavia Praha – Ajax Amsterdam 2:1 – 2x Vlček – Suarez

Skupina H
Výsledky
|         | ARS | SEV | STE | SLA |
| Arsenal | XXX | 3:0 | 2:1 | 7:0 |
| Sevilla | 3:1 | XXX | 2:1 | 4:2 |
| Steaua  | 0:1 | 0:2 | XXX | 1:1 |
| Slavia  | 0:0 | 0:3 | 2:1 | XXX |
| ------- | --- | --- | --- | --- |

Tabulka
| Poř. | Tým                 | Z | V | R | P | VG | OG | B  |
| ---- | ------------------- | - | - | - | - | -- | -- | -- |
| 1.   | Sevilla FC          | 6 | 5 | 0 | 1 | 14 | 7  | 15 |
| 2.   | Arsenal FC          | 6 | 4 | 1 | 1 | 14 | 4  | 13 |
| 3.   | SK Slavia Praha     | 6 | 1 | 2 | 3 | 5  | 16 | 5  |
| 4.   | FC Steaua Bucureşti | 6 | 0 | 1 | 5 | 4  | 10 | 1  |

Zápasy
- Zápas 1 – SK Slavia Praha – FC Steaua Bukurešť 2:1 – Šenkeřík, Belaid – Goian
- Zápas 2 – FC Sevilla – SK Slavia Praha 4:2 – Kanouté, Fabiano, Escudé, Koné – Pudil, Kalivoda
- Zápas 3 – Arsenal FC – SK Slavia Praha 7:0 – 2x Fabregas, 2x Walcott, Hubáček (vl.), Hleb, Bendtner
- Zápas 4 – SK Slavia Praha – Arsenal FC 0:0
- Zápas 5 – FC Steaua Bukurešť – SK Slavia Praha 1:1 – Badea – Šenkeřík
- Zápas 6 – SK Slavia Praha – FC Sevilla 0:3 – Luis Fabiano, Kanouté, Alves

### Pohár UEFA
Zápasy:
- 3. kolo – SK Slavia Praha – Tottenham Hotspur 1:2 – Střihavka – Berbatov, Keane
- 3. kolo, odveta – Tottenham Hotspur – SK Slavia Praha 1:1 – O'Hara – Krajčík

### Pohár ČMFS
Zápasy
- 2. kolo – FC Velké Karlovice – SK Slavia Praha 0:4 – 2x Gaucho, Volešák, Šenkeřík
- 3. kolo – SK Líšeň – SK Slavia Praha 4:3 – 2x Outrata, Jaroš, Cupák – Volešák, Šenkeřík, Necid